# 凱爾特基督教

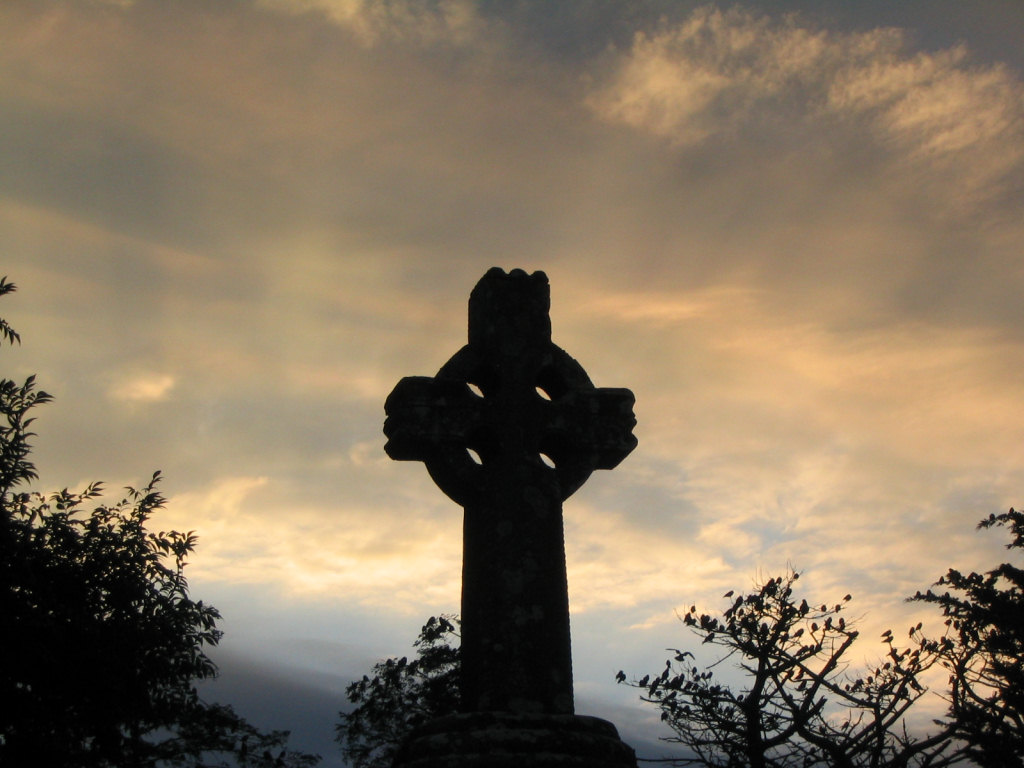
愛爾蘭的凱爾特十字

凱爾特基督宗教（Celtic Christianity，或稱Insular Christianity，意即島嶼基督宗教）指的在中世紀早期於凱爾特世界傳播的基督宗教。 其具體定義並不明確，有些人認為凱爾特基督教並不僅僅是基督教的一個發展階段，而已經出現了“凱爾特教會”（Celtic Church）這樣的與天主教迥異的正式分支。 這種說法虽已被學界否定，但他們承認在愛爾蘭和不列顛確實存在著獨特的基督宗教傳統。 這些獨特之處體現在復活節日期爭論、不同形式的僧侶削髮和苦修等事情上。